# The Brothers (Cook Strait)
The Brothers (Maori Ngā Whatu) sind eine Gruppe von mehreren Felseninseln in der Cook Strait im Norden der Südinsel von Neuseeland. Administrativ zählt die Inselgruppe zum Marlborough District.

## Geographie
Die Inselgruppe befindet sich rund 3,4 km östlich von Arapaoa Island, der östlichsten großen Insel, die zwischen dem Queen Charlotte Sound und dem Tory Channel liegt. Die Inselgruppe erstreckt sich mit der 66 m hohen und mit einem Leuchtfeuer bestückten Insel im Nordosten und der ebenfalls über 60 m hohen länglicheren Insel im Südwesten über eine Seefläche von rund 1,2 km².

## Denkmalschutz
Die Inselgruppe wurde am 14. Februar 2008 vom Heritage New Zealand als Wahi Tapu registriert.

## Flora und Fauna
Auf der nördlichen Insel überlebten wenige Exemplare der Gattung Sphenodon guentheri, eine Art der Brückenechse, die in Neuseeland auch Brothers Island Tuatara genannt wird.

## Leuchtturm
Auf dem höchsten Punkt der nördlichen Insel wurde 1877 das Brothers Island Lighthouse errichtet und im Jahr 1990 automatisiert.